# Parolinia
Parolinia é um género botânico pertencente à família Brassicaceae.